# Ectopleura minerva
Ectopleura minerva is een hydroïdpoliep uit de familie Tubulariidae. De poliep komt uit het geslacht Ectopleura. Ectopleura minerva werd in 1900 voor het eerst wetenschappelijk beschreven door Mayer. 